# Araneus cavaticus
Araneus cavaticus (лат.) — североамериканский вид аранеоморфных пауков из семейства пауков-кругопрядов, называемый также «овинный паук» (англ. barn spider).

## Ареал
Araneus cavaticus широко распространён на востоке США и прилегающих территориях Канады, на юго-западе встречается вплоть до Алабамы и Техаса. Можно встретить в Санкт-Петербурге у окон на лестничных площадках.

## Описание
Araneus cavaticus ведёт ночной образ жизни. Днём прячется в свёрнутом листе, ночью располагается в центре паутины. Размер самки 13—22 мм, самца — 10—20 мм. Тело и конечности у самца и цефалоторакс и конечности у самки тёмно-коричневые с плотными беловатыми волосками, кажущимися пепельно-серыми. Конечности с желтовато-коричневыми полосами. Брюшко у самки бледное или желтоватое по центру с тёмно-коричневыми зубчатыми краями. Снизу поднимается тёмно-коричневая пунктирная полоса. На обратной стороне брюшка на чёрном фоне имеются две белые отметины.

## Местообитание
Предпочитает плести паутину в затенённых местах в овинах, пещерах, входах в шахты, нависающих скалах. Часто встречается у человеческого жилья в сельских регионах и в пригородах, где свет привлекает летающих насекомых. Активны в конце лета и осенью.

## Синонимы
- Epeira cavatica
- Epeira cinerea
- Aranea cavatica

## В литературе
В детской книге американского писателя Элвина Уайта «Паутина Шарлотты» самка Araneus cavaticus изображена как один из главных персонажей паучиха Шарлотта, полное имя которой Шарлотта А. Каватика по латинскому видовому названию.